# Zdzisław Wrona
Pour les articles homonymes, voir Wrona.
Zdzisław Wrona (né le 12 janvier 1962 à Sobótka) est un coureur cycliste polonais. Actif dans les années 1980 et 1990, il a été champion de Pologne sur route en 1987. Il a participé aux Jeux olympiques de 1988, où il a pris la 17e place de la course sur route.

## Palmarès
- 1983
  - 1re étape de la Semaine cycliste bergamasque
- 1984
  - Szlakiem Grodów Piastowskich
- 1985
  - 2e du Tour de Pologne
- 1986
  - 7e étape de la Course de la Paix
  - 4e étape du Dookola Mazowska
  - 1re et 10e étapes du Tour de Pologne
  - Szlakiem Grodów Piastowskich
  - 3e du Tour du Loir-et-Cher
- 1987
  -  Champion de Pologne sur route
  - 1re et 4e étapes du Tour de Cuba
  - Secteur b du prologue, 1re, 6e et 8e étape du Tour de Basse-Saxe
  - Szlakiem Grodów Piastowskich
- 1988
  - 1re étape de l'Étoile du Brabant
  - 2e du championnat de Pologne sur route
  - 2e du Tour du Limbourg
- 1991
  - Circuit du Pévèle
  - 2e de Paris-Troyes
  - 2e du Grand Prix des Flandres françaises
- 1992
  - Nantes-Segré
  - 2e du Circuit du Port de Dunkerque